# 米爾內 (庫皮揚斯克區)
49°40′4″N 37°15′11″E / 49.66778°N 37.25306°E
米尔内（烏克蘭語：Мирне），2024年9月前名为五一村（烏克蘭語：Первомайське），是烏克蘭東部哈爾科夫州庫皮揚斯克區舍夫琴科韦市镇内的村落。始建於1921年，面積1.09平方公里，海拔高度171米，2001年人口387，人口密度每平方公里355.1人。
2024年9月19日，乌克兰最高拉达将此村的名字改为米尔内。